# Бергер, Лотар
Лотар Бергер (нем. Lothar Berger; 31 декабря 1900 — 5 ноября 1971) — немецкий военачальник, генерал-майор вермахта, командующий 75-й пехотной дивизией во время Второй мировой войны. Кавалер Рыцарского креста Железного креста с Дубовыми листьями, высшего ордена нацистской Германии. Пленён войсками Великобритании в мае 1945 года. Освобождён из плена в 1946 году.

## Награды
- Железный крест (1914)
  - 2-го класса (28 июля 1918)
  - 1-го класса (24 сентября 1920)
- Нагрудный знак За ранение (1914)
  - в чёрном
- Почётный крест ветерана войны (1 января 1935)
- Железный крест (1939)
  - 2-го класса (30 сентября 1939)
  - 1-го класса (2 октября 1939)
- Рыцарский крест Железного креста с Дубовыми листьями
  - Рыцарский крест Железного креста (5 августа 1940)
  - Дубовые листья (28 марта 1945)